# 第14軍 (ドイツ軍)
第14軍（だい14ぐん、独Deutsche 14. Armee）は第二次世界大戦時のドイツ軍の部隊である。

## 歴史
1939年8月1日、ヴィルヘルム・リスト大将を司令官として創設され、1939年10月13日までポーランドにて作戦行動に就いたが、その後、解散された。
1943年、アルベルト・ケッセルリンクがイタリア内の枢軸国軍の指揮をとることになったとき、廃止されることとなったB軍集団の司令部要員を利用して、第14軍は再設立された。第14軍は、ローマ南部で戦っていたドイツ第10軍の背後で連合軍の上陸に対して備えていた。
1944年、第14軍はアンツィオでの連合軍陸海空共同の上陸戦に対応したが、連合軍の上陸を許したため、1944年5月、ゴシックラインへ撤退、戦闘を継続した。
イタリア在住のドイツ軍は連合軍による春の攻勢（en:Spring 1945 offensive in Italy）で撃破された後の1945年5月2日、降伏した。

## 司令官
- 1939年8月1日 - 1939年10月13日:ヴィルヘルム・リスト歩兵大将
- 1943年11月5日 - 1944年6月4日：エバーハルト・フォン・マッケンゼン大将
- 1944年6月5日 - 1945年5月2日：ヨアヒム・レーメルゼン（Joachim Lemelsen）大将